# День свободы форматов данных

голубь Дня свободы документов

День свободы документов (англ. Document Freedom Day, DFD) — ежегодное международное мероприятие, посвященное «празднованию информационной доступности и улучшению осведомлённости о свободных стандартах». Этот день проводится каждый год в последнюю среду марта. День свободы документов впервые был проведён 26 марта 2008 года, был организован командой добровольцев и сотрудниками Free Software Foundation Europe, был спонсирован различными спонсорами и партнёрами, состав которых меняется год от года. В 2014 51 группа в 22 странах провели это мероприятие, посвящённое Дню свободы документов. В 2015 году этот день планируется 25 марта в среду.

## Связь со свободным программным обеспечением
День свободы документов — кампания об открытых стандартах и свободных форматах данных, нацеленная на лиц, не связанных с высокими информационными технологиями. Открытые стандарты обеспечивают взаимодействие независимо от производителя программного обеспечения, что в свою очередь, помогает людям «общаться и работать, используя свободное свободное программное обеспечение»

## Связь с открытыми стандартами
Согласно documentfreedom.org, «Открытые стандарты необходимы для обеспечения взаимодействия и свободы выбора, основанных на лучших особенностях различных компьютерных программ. Они обеспечивают свободу от привязки к формату данных и от последующей привязки к разработчику (vendor lock-in). Это делает открытые стандарты необходимыми для государственных органов, компаний, организаций и граждан, которые используют информационные технологии.»

## Определение открытых стандартов
У Дня свободы документов своё определение технических стандартов, которые являются «открытыми». Эти стандарты должны быть:
- полностью публично доступными и доступны равным образом всем пользователям стандарта;
- без каких-либо компонентов или расширений, которые имеют в зависимостях форматы или протоколы, которые сами по себе не отвечают определению свободного стандарта;
- свободными от юридических или технических ограничений, которые ограничивают их использование любыми пользователями стандарта или в любой бизнес-модели;
- управляемыми и разрабатываемыми независимо от одного основного разработчика, открыто и с равным участием конкурентов и иных третьих лиц;
- доступны в многочисленных полных реализациях конкурирующими разработчиками, или доступны как полная реализация, доступная равным образом всем участникам (с льготным периодом для «новых стандартов»).

## День свободы документов
Каждое мероприятие организуется независимыми местными командами по всему миру. сайт Document Freedom Day содержит информацию по городам и командам-организаторам, на страницах которых можно прочитать об их планах. Формат и содержание мероприятия выбирается местными командами, а потому он может значительно различаться — от конференций объясняющих плюсы использования свободных форматов данных, дискуссий, семинаров, до игр, демонстраций, ритуальных сожжений несвободных документов.

## День свободы документов в России
Энтузиасты из многих городов России регулярно отмечают День свободы документов (например, Омские линуксоиды ежегодно отмечали DFD в 2012—2014 годах). Как правило, празднования проходят в формате конференций и семинаров в местных ВУЗах и других помещениях.

## Статистика мероприятий по России
| Дата          | Новосибирск | Омск | Саратов | Ссылки |
| ------------- | ----------- | ---- | ------- | ------ |
| 28 марта 2012 | 0           | 1    | 1       |        |
| 27 марта 2013 | 1           | 1    | 0       |        |
| 26 марта 2014 | 0           | 1    | 0       |        |